# Silvina Bullrich
Pour les articles homonymes, voir Bullrich.
Silvina Bullrich, née le 4 octobre 1915 à Buenos Aires et morte le 2 juillet 1990 à Genève, est une romancière argentine, autrice de best-sellers sur la bourgeoisie argentine, à perspective féministe. Elle est aussi traductrice, scénariste, critique littéraire et universitaire. Elle est surnommée en Argentine la gran burguesa (« la grande bourgeoise »).

## Biographie et œuvres
Silvina Bullrich est la fille de María Laura Meyrelles de Bullrich, d'origine portugaise, et de Rafael Bullrich (1877-1944), cardiologue argentin réputé et doyen de la faculté de médecine de l'université de Buenos Aires. Deuxième de trois sœurs, elle est élevée dans un milieu privilégié ; malgré le désaccord de son père, plutôt conservateur, sa mère occupe son temps libre pour initier ses filles à la littérature classique et, malheureuse en ménage, les emmène souvent en voyage à Paris, où son père, le grand-père paternel de Silvina, avait été diplomate. Silvina Bullrich ne peut pas suivre d'études universitaires, mais elle obtient un diplôme d'études en langue française de l'Alliance française de Buenos Aires.
Elle écrit des poèmes, et commence à 19 ans à les publier dans la presse. Elle épouse en 1936 l'avocat Arturo Palenque, et a un fils. Elle se consacre à l'écriture, et produit des critiques littéraires dans La Nación, alors le quotidien le plus diffusé en Argentine. Elle publie en 1939 un recueil de poèmes (Vibraciones) et Calles de Buenos Aires (« Rues de Buenos Aires ») dans la revue Atlántida. Elle noue des liens amicaux avec les écrivains renommés Adolfo Bioy Casares et Jorge Luis Borges, et collabore en 1945 avec ce dernier dans un recueil en prose intitulé El compadrito (« Le Poseur »). Ces premières années de la carrière de Bullrich sont marquées par une période difficile de sa vie. Son mari est un avocat influencé par le catholicisme traditionaliste argentin qui la désapprouve et ne la soutient pas financièrement. Ils divorcent en 1946. À cette époque, Silvina Bullrich perd également son père, sa sœur aînée et sa grand-mère paternelle, dont elle était particulièrement proche. Ces expériences se reflètent dans une grande partie de son œuvre, qui met en scène de jeunes femmes élevées dans des circonstances confortables puis confrontées à des relations prolongées et malheureuses, avec une relative pénurie.
Cette thématique est manifeste pour la première fois dans Historia de un silencio (« Histoire d'un silence ») ; ce roman de 1949, qui se déroule dans la ville de Tigre, destination de fréquents week-ends, et est écrit du point de vue d'un homme, a assuré sa réputation sur la scène littéraire argentine. Ses Bodas de cristal (« Noces de cristal », 1951) et Telefono ocupado (« Cela sonne occupé », 1956) montrent la préférence de l'autrice pour les moments intimistes et pour permettre à ses personnages de critiquer le machisme masculin ou le caractère faible des femmes en privé et dans leurs pensées. Bodas de cristal est également son premier succès commercial et intervient à l'époque de son mariage avec Marcelo Dupont, un intermède heureux dans sa vie qui se termine lorsque son mari meurt d'un cancer foudroyant en 1956.
Ses romans et ses nouvelles ont souvent comme toile de fond les intérêts et les conflits de la bourgeoise, dont elle est issue, mais dans une perspective féministe.
Sivina Bullrich reçoit en 1961 le Prix littéraire municipal pour El hechicero (« Le Sorcier ») et Un momento muy largo (« Un moment durable »). Elle est professeur de littérature française à l'université nationale de La Plata, et enseigne également à l'Institut français d'études supérieures.
Elle est invitée en 1962 à adapter le roman de l'auteur français Guy des Cars Les Filles de joie en une version cinématographique argentine. Elle écrit aussi le scénario pour l'adaptation cinématographique de Un momento muy largo en 1964. Cette année-là, elle se lance dans son premier ouvrage sur les problèmes sociaux en Argentine, Los burgueses (« Les Bourgeois »), qui se vend à environ 60 000 exemplaires en Argentine et est traduit en plusieurs langues.
Plusieurs autres de ses romans se vendent à environ 100 000 exemplaires. Son Mañana digo basta (« Demain, je dirai, ça suffit ! ») est également salué comme un argument féministe convaincant après sa publication en 1968. El mundo que yo vi (« Le monde que j'ai vu », 1969) est un récit bien accueilli de ses nombreux voyages à travers l'Europe et l'Asie. Los pasajeros del jardín (« Vagabonds dans le jardin »), est le récit sentimental de son mariage avec Marcelo Dupont, et lui vaut un Prix littéraire national en 1972. Son succès continu l'amène à écrire le scénario pour l'adaptation cinématographique en 1975 de son roman Bodas de cristal. Continuant à écrire pour dénoncer les problèmes profondément enracinés dans la mentalité argentine, elle publie un acte d'accusation contre le système judiciaire argentin encombrant et souvent corrompu dans Será justicia (« Ce sera justice », une phrase finale figurant dans tous les mémoires juridiques en Argentine). Publié en 1976, cet ouvrage coïncide avec l'avènement de la dernière dictature brutale en Argentine, et c'est le dernier grand succès de Silvina Bullrich. Elle se limite ensuite à des romans moins polémiques, sans abandonner ses points de vue féministes, et à ses mémoires, qu'elle publie en 1980. Elle reçoit les Palmes académiques françaises en 1982.
Comme traductrice, Silvina Bullrich traduit Les filles de joie de Guy des Cars pour le cinéma, et traduit diverses œuvres de Simone de Beauvoir, Beatrix Beck, Graham Greene, Louis Jouvet et George Sand, sur laquelle elle écrit aussi une biographie en 1946. Elle participe à l'écriture d'un documentaire de 1984, apprécié, Eva Perón : quien quiera oír que oiga (« Écoutez si vous voulez ») ; bien qu'il ne soit pas péroniste, le commentaire de Silvina Bullrich souligne l'importance qu'a eue Eva Perón pour le rôle des femmes en Argentine. Restant proche de son ami et ancien collaborateur Jorge Luis Borges, elle lui rend visite peu avant sa mort à Genève en 1986. Cette même année, elle publie son dernier ouvrage, La bicicleta. Commentant la récente crise financière du pays, « la Bicyclette » ou « le vélo » est aussi une expression argotique en Argentine analogue à « voler Pierre pour payer Paul ». Fumeuse depuis longtemps, Silvina Bullrich développe un cancer du poumon et part s'installer à Genève, pour recourir à des soins médicaux spécialisés ; elle y meurt en 1990. Elle est enterrée au cimetière Jardín de Paz à Pilar, dans la province de Buenos Aires.